# Ołeksandr Hurżejew
Ołeksandr Pawłowycz Hurżejew, ukr. Олександр Павлович Гуржеєв, ros. Александр Павлович Гуржеев, Aleksandr Pawłowicz Gurżejew (ur. 11 października 1951 w Swierdłowsku, Rosyjska FSRR) – ukraiński piłkarz pochodzenia rosyjskiego, grający na pozycji pomocnika, trener piłkarski.

## Kariera piłkarska
Wychowanek klubu Urałmasz Swierdłowsk, w składzie którego w 1968 rozpoczął karierę piłkarską. W 1970 został powołany do wojska, gdzie służył w klubie Dynama Mińsk. Po zwolnieniu z wojska powrócił do Urałmaszu Swierdłowsk. W 1976 przez pół roku bronił barw Tawrii Symferopol, po czym ponownie wrócił do Urałmaszu Swierdłowsk. W 1980 przeszedł do Metałurha Zaporoże, w którym zakończył karierę piłkarza w roku 1982.

## Kariera trenerska
Po zakończeniu kariery piłkarskiej rozpoczął pracę szkoleniowca. W 1982 był jednym z organizatorów i pierwszym trenerem Torpeda Zaporoże. W 1984 starszym trenerem został mianowany Hryhorij Wul, a Hurżejew został pomagać jemu. W lipcu 1987 po odejściu Wula, ponownie objął stanowisko starszego trenera Torpeda. Od 1989 prowadził zespół amatorski Orbita Zaporoże oraz reprezentację Ukrainy w futsalu. W latach 1991–1992 pracował w libańskim klubie Al Majed SC Bejrut. Następnie pomagał trenować kluby Tawrija Chersoń i Urałmasz Jekaterynburg. Od 1997 do 1998 stał na czele klubu Dynamo Zaporoże. Potem trenował futsalowe kluby DSS Zaporoże, Unisport-Budstar Kijów i Zaporiżkoks Zaporoże. W 2004 prowadził wietnamski Đồng Tháp FC oraz kazachski futsalowy klub Aktiubrentgen Aktobe. W latach 2005–2006 trenował rosyjski MFK Tiumeń, po czym ponownie kierował futsalowym DSS Zaporoże. W 2008 został zaproszony do Szkoły Sportowej Metałurh Zaporoże. 23 września 2009 został mianowany na stanowisko głównego trenera drugiej drużyny Metałurha Zaporoże, którym kierował do 2010. Od 2011 szkolił dzieci w Szkole Sportowej Dynamo Kijów im. Wałerego Łobanowskiego. Również wykłada lekcje na Wydziale Futbolu w Narodowym Uniwersytecie Wychowania Fizycznego i Sportu Ukrainy w Kijowie.

## Sukcesy i odznaczenia

### Sukcesy trenerskie
Unisport-Budstar Kijów
- mistrz Ukrainy: 2001

### Sukcesy indywidualne
- najlepszy młody trener Ukraińskiej SRR w piłce nożnej: 1984
- najlepszy trener Ukrainy w futsalu: 2000

### Odznaczenia
- tytuł Zasłużonego Trenera Ukrainy